# Светослав Рьорих
Светослав Николаевич Рьорих (на руски: Святосла̀в Никола̀евич Рѐрих) е руски художник, философ, учен и общественик, най-малкият син на Елена и Николай Рьорих. Награждаван е за големия принос в културата на Русия, своята втора родина Индия и в България, където по думите му „не се чувства гостенин“.

## Биография
Светослав Рьорих е роден на 23 октомври 1904 в Санкт Петербург. Учи в частната гимназия на К. Май – най-старото петербургско художествено учебно заведение. Още като малък придружава баща си по време на археологически експедиции из Русия. През 1918 заминава за Финландия. Рисува под ръководството на Н. Рьорих и се увлича от философско практичните системи на Елена Блаватска, Парамаханса Рамакришна, Свами Вивекананда, Шри Ауробиндо и др. В Лондон изучава архитектура. Съвместно с баща си участва в сценографските решения на оперни постановки в Ковънт Гардън (по покана на С. Дягилев за прочутите „Руски сезони“).
От 1919 до 1923 учи архитектура в Колумбийския университет и получава бакалавърска степен. Освен че е аспирант в Харвардския университет, той става вицепрездент на музея „Н. Рьорих“ в Ню Йорк. Едновременно с това е директор на Международния център за изкуство „Корона Мунди“ в Ню Йорк.
През 1925 година организира първите си самостоятелни изложби в САЩ и бързо се утвърждава като художник-портретист. Малко по-късно заедно с родителите си заминава за Индия. Там изучава изкуството на народите от Изтока и народната медицина.
От 1930 до към 1945 участва в работата на Хималайския институт за научни изследвания „Урусвати“, като ръководи изследванията на Биохимичната лаборатория по ботаника, тибетска и индийска фармакопея.
Светослав Рьорих е автор на изкуствоведската монография „Изкуството в долината Кулу“ (1967), както и на редица изкуствоведски и философски статии и беседи, част от които са публикувани в сборниците „Да се стремим към Прекрасното“ (1993) и „Изкуство и живот“ (2004). Във философията Светослав Рьорих е ученик на своите родители Николай и Елена Рьорих и последовател на философско-нравственото учение „Жива Етика“, на което дава свое оригинално тълкуване и развива някои от най-важните му аспекти. Сред засегнатите от Светослав Рьорих философски проблеми е този за ролята на изкуството в човешкото общество. Според него без хуманистичното въздействие на прекрасното върху човека не е възможно да се достигне задълбочено духовно възприемане на действителността, и съответно – невъзможно е нейното усъвършенстване. В тези свои възгледи Светослав Рьорих е близък до Платон. Красотата според Рьорих е закон на природата, нейна форма и нейна душа, за него тя представлява „най-висш израз на стремежа на Природата към съвършенство в мириадите нейни форми и проявления“. Красотата за Рьорих е и безпогрешно мерило за истината.
През 1945 Светослав Рьорих сключва брак с известната индийска киноактриса Девика Рани, племенница на Рабиндранат Тагор, и се премества да живее в град Бангалор, Южна Индия. При посещение на съветска правителствена делегация начело с Никита Хрушчов в Индия, урежда разрешение за завръщането на брат си, ориенталиста Юрий Рьорих (1902 – 1960) в Съветския съюз.
През 1960 година организира големи самостоятелни изложби в Делхи, Москва и Ленинград. След неочакваната смърт на Юрий Рьорих предава уникалната му библиотека на Академията на науките на Съветския съюз. Година по-късно получава най-високата награда на Индия – Орден на Лотоса. От 1974 до към 1987 година организира пътувания и изложби в различни градове на Съветския съюз, България, Индия и др.
Светослав Рьорих посещава България неколкократно във връзка с откриването на неговата и на Николай Рьорих изложби в различни градове на страната. Светослав Рьорих е съинициатор на започнатите от Людмила Живкова национални програми за естетическо възпитание и международната детска асамблея „Знаме на Мира“. Впечатлен от начинанията на Комитета за култура ръководен от Людмила Живкова, той подарява на България над 400 картини на Николай Рьорих и свои собствени картини. Те се намират се в Националната галерия за чуждестранно изкуство, и са показвани частично през 1981, 1994, 1997, 1999 и 2003.
Светослав Рьорих подготвя създаването на център „Рьорих“ в България, но внезапната смърт на Людмила Живкова през 1981 прекъсва това начинание. През 1981 Светослав Рьорих е награден с най-високи български ордени във връзка с 1300-годишнината на България и за изключителен принос към изкуството и културата и укрепването на дружбата и сътрудничеството между България и Индия. Избран е за почетен академик на Националната художествена академия в България, след което е избран за академик и в Русия. Предава на Русия 288 картини на Николай Рьорих, които днес се намират в музея на Изтока в Москва.
През 1987 на среща със съветския лидер Михаил Горбачов е постигнато съгласие да се спре идеологическото преследване на философско-социалната система на семейство Рьорих (Агни Йога) и създаване на музей на Николай Рьорих в Русия. През 1990 Светослав Рьорих предава част от архивите и картините на семейството си на фонда „Рьорих“ в Москва.
През 1993 година, на 30 януари, Светослав Рьорих завършва земните си дни в град Бангалор, Индия.